# Бенжамен Корньє
Бенжамен Корньє (фр. Benjamin Corgnet, нар. 6 квітня 1987, Тьйонвіль) — французький футболіст, півзахисник клубу «Страсбур».
Виступав також за клуби «Діжон», «Лор'ян» та «Сент-Етьєн».

## Ігрова кар'єра
Народився 6 квітня 1987 року в місті Тьйонвіль. Вихованець юнацьких команд футбольних клубів «Сен-Жені Лаваль», «Мільєрі-Вурлє» та «Монт д'Ор».
У професійному футболі дебютував 2010 року виступами за команду клубу «Діжон», в якій провів два сезони, взявши участь у 60 матчах чемпіонату. Більшість часу, проведеного у складі «Діжона», був основним гравцем команди. У першому своєму сезоні в Діжоні допоміг команді пробитися до елітної Ліги 1.
Своєю грою за цю команду привернув увагу представників тренерського штабу клубу «Лор'ян», до складу якого приєднався 4 вересня 2012 року за 6 мільйонів євро. Відіграв за команду з Лор'яна наступний сезон своєї ігрової кар'єри. Граючи у складі «Лор'яна», також здебільшого виходив на поле в основному складі команди.
До складу «Сент-Етьєна» приєднався влітку 2013 року.

## Статистика виступів

### Статистика клубних виступів
Станом на 1 серпня 2012 року
| Сезон             | Команда           | Чемпіонат         | Чемпіонат | Чемпіонат | Національний кубок | Національний кубок | Національний кубок | Континентальні кубки | Континентальні кубки | Континентальні кубки | Інші змагання | Інші змагання | Інші змагання | Усього | Усього |
| Сезон             | Команда           | Ліга              | Ігор      | Голів     | Ліга               | Ігор               | Голів              | Ліга                 | Ігор                 | Голів                | Ліга          | Ігор          | Голів         | Ігор   | Голів  |
| ----------------- | ----------------- | ----------------- | --------- | --------- | ------------------ | ------------------ | ------------------ | -------------------- | -------------------- | -------------------- | ------------- | ------------- | ------------- | ------ | ------ |
| 2010–11           | «Діжон»           | L2                | 32        | 1         | КФЛ                | 3                  | 1                  | -                    | 0                    | 0                    | -             | 0             | 0             | 35     | 2      |
| 2011–12           | «Діжон»           | L1                | 28        | 8         | КФЛ                | 0                  | 0                  | -                    | 0                    | 0                    | -             | 0             | 0             | 28     | 8      |
| Усього за кар'єру | Усього за кар'єру | Усього за кар'єру | 60        | 8         |                    | 4                  | 1                  |                      | 18                   | 0                    |               | 1             | 0             | 73     | 9      |